# Sayan
Sayan là một thị trấn thống kê (census town) của quận Surat thuộc bang Gujarat, Ấn Độ.

## Nhân khẩu
Theo điều tra dân số năm 2001 của Ấn Độ, Sayan có dân số 12.856 người. Phái nam chiếm 56% tổng số dân và phái nữ chiếm 44%. Sayan có tỷ lệ 65% biết đọc biết viết, cao hơn tỷ lệ trung bình toàn quốc là 59,5%: tỷ lệ cho phái nam là 70%, và tỷ lệ cho phái nữ là 57%. Tại Sayan, 14% dân số nhỏ hơn 6 tuổi.